# Дар'їно (Тверська область)
Дар'їно (рос. Дарьино) — присілок в Старицькому районі Тверської області Російської Федерації.
Населення становить 132 особи. Входить до складу муніципального утворення Берновське сільське поселення.

## Історія
Від 2005 року входить до складу муніципального утворення Берновське сільське поселення. Раніше населений пункт належав до Дар'їнського сільського округу.

## Населення
| 1859 | 1886 | 1919 | 1997 | 2002 | 2010 |
| ---- | ---- | ---- | ---- | ---- | ---- |
| 453  | ↗546 | ↗805 | ↘179 | ↘149 | ↘132 |